# Leaving the End Open
Leaving the End Open è il terzo album degli Hardline, pubblicato il 17 aprile 2009 per la Frontiers Records.

## Tracce
1. Voices (Gioeli, Ramos) 4:30
2. Falling Free (Gioeli, Ramos) 4:41
3. Start Again (Gioeli, Ramos) 5:28
4. Pieces of Puzzles (Gioeli, Ramos) 3:55
5. Bittersweet (Gioeli, Ramos) 5:22
6. She Sleeps in Madness (Gioeli, Ramos) 4:56
7. In This Moment (Gioeli) 3:20
8. Give in to This Love (Gioeli, Ramos) 4:07
9. Before This (Gioeli, Ramos) 3:52
10. Hole in My Head (Gioeli, Montgomery) 5:35
11. Leaving the End Open (Gioeli, Ramos) 5:46

## Formazione
- Johnny Gioeli - voce
- Josh Ramos - chitarra
- Jamie Browne - basso
- Atma Anur  - batteria
- Michael T. Ross - tastiere

### Altri musicisti
- Jun Senoue - assolo di chitarra (traccia 9)